# ممثلية اليابان لدى فلسطين
ممثلية اليابان لدى فلسطين هي الممثلية الدبلوماسية العُليا لليابان لدى دولة فلسطين. تأسست في يوليو 1998 في مدينة غزة، وفي أبريل 2007 انتقلت إلى مقرها في حي الماصيون بمدينة رام الله.

## قائمة الممثلون
| الترتيب | رئيس البعثة الدبلوماسية       | تاريخ الاعتماد الدبلوماسي | تاريخ الانتهاء | رئيس الوزراء الياباني | رئيس دولة فلسطين | ملاحظات                                               |
| ------- | ----------------------------- | ------------------------- | -------------- | --------------------- | ---------------- | ----------------------------------------------------- |
|         | يوشينوري كاتوري               |                           |                |                       |                  |                                                       |
|         | نافومي هاشيموتو               | 2 ديسمبر 2009             |                |                       | محمود عباس       |                                                       |
|         | جونيا ماتسورا                 |                           | مايو 2015      |                       | محمود عباس       |                                                       |
|         | تاكيشي أوكوبو                 |                           |                |                       | محمود عباس       |                                                       |
|         | ماسايوكي ماغوشي               | 2019                      | 2022           |                       | محمود عباس       |                                                       |
|         | يوئيتشي ناكاشيما (Q131195345) | 20 أكتوبر 2022            | نوفمبر 2024    | فوميو كيشيدا          | محمود عباس       |                                                       |
|         | أرايكي كاتسوهيكو              | 11 نوفمبر 2024            | لا يزال        | شيغيرو إيشيبا         | محمود عباس       | سلّم أوراق اعتماده للرئيس الفلسطيني في 28 نوفمبر 2024. |

## وصلات خارجية
- الموقع الرسمي